# Кастелтермини
Кастелтѐрмини (на италиански и на сицилиански Casteltermini) е градче и община в Южна Италия, провинция Агридженто, автономен регион и остров Сицилия. Разположено е на 554 m надморска височина. Населението на общината е 8487 души (към 2010 г.).